# جورج برونر
جورج برونر (بالإنجليزية: George Brunner)‏ هو ملحن أمريكي، ولد في 24 أغسطس 1951 في فيلادلفيا في الولايات المتحدة.